# Colonia Rancho Nuevo
Colonia Rancho Nuevo es una localidad del estado mexicano de Guanajuato. Es parte del municipio de Apaseo el Grande.

## Demografía
| Censo | Población |
| ----- | --------- |
| 2000  | 781       |
| 2010  | 940       |
| 2020  | 1 401     |